# Ciao varieté
Ciao varieté è il settimo singolo del gruppo cabarettistico veronese I Gatti di Vicolo Miracoli pubblicato nel 1979 da Warner Bros. Records.

## Il disco
Il singolo contiene il brano Ciao varieté, sigla della trasmissione televisiva Giochiamo al varieté trasmesso nel 1980 da Raiuno, diretto da Antonello Falqui, composta da Michele Guardì, Umberto Smaila e Gianni Fierro. Il disco è stato prodotto da Claudio Bonivento, mentre gli arrangiamenti sono stati affidati a Gianni Ferrio.
Del singolo ne sono state pubblicate due diverse edizioni con differente lato B, la prima riporta una versione strumentale della stessa Ciao varieté, la seconda, invece, riporta il brano Discogatto, già apparsa nell'album I Gatti di Vicolo Miracoli del 1979.

## Tracce

### 7" (T 17553)
Lato A
1. Ciao varieté – 3:12 (Michele Guardì, Umberto Smaila, Gianni Fierro)

Lato B
1. Ciao varieté (strumentale) – 2:46 (Michele Guardì, Umberto Smaila, Gianni Fierro)

### 7" (T 17581)
Lato A
1. Ciao varieté – 3:12 (Michele Guardì, Umberto Smaila, Gianni Fierro)

Lato B
1. Discogatto – 4:20

## Formazione
- Umberto Smaila
- Jerry Calà
- Nini Salerno
- Franco Oppini

## Edizioni
- Ciao varieté (Warner Bros. Records, T 17553, 7")
- Ciao varieté (Warner Bros. Records, T 17581, 7")